# Norrsken 1982
Norrsken 1982 (FMÖ 82) var en militärövning (försvarsmaktsövning) som genomfördes i Sverige 6–9 mars 1982. Norrsken 1982 utgjorde den första etappen av försvarsmaktsövning 1982, där den andra delen och etappen var Sydfront 82. Ändamålet med övningen var att samöva staber och förband från samtliga försvarsgrenar i samband med en invasion. Övningen genomfördes i huvudsak inom Övre Norrlands militärområde (Milo ÖN) och övningsledare var militärbefälhavaren för Milo ÖN, generallöjtnant Erik Bengtsson. Inalles deltog i övningen 23.000 man, där armé, marin och flygförband samverkade.

## Deltagande förband
A-styrkan (egen trupp) bestod av norrlandsskytteförband från Västerbottens regemente i Umeå och Västernorrlands regemente i Sollefteå, brigadskytteförband från Dalregementet i Falun, artilleriförband (bandkanoner och haubits 77) från Bodens artilleriregemente i Boden, ingenjörförband från Bodens ingenjörregemente i Boden, etappsjukhus från Svea trängregemente i Linköping, underhållsförband från Norrlands trängregemente i Sollefteå och helikopterförband från Norrbottens arméflygbataljon i Boden. Ur marinen deltog ett spärrkompani och ett kustjägarkompani ur kustartilleriet. Flygvapnet deltog med jaktflyg från Jämtlands flygflottilj i Östersund, Upplands flygflottilj i Uppsala och  Norrbottens flygflottilj i Luleå. Attackflyg från Västgöta flygflottilj i Karlsborg, Skaraborgs flygflottilj i Såtenäs och Hälsinge flygflottilj i Söderhamn. Spaningsflyg från Krigsflygskolan i Ljungbyhed och Norrbottens flygflottilj i Luleå.
B-styrkan (spelad fiende) bestod norrlandsskytte- och stridsvagnsförband från Norrbottens regemente med Norrbottens pansarbataljon i Boden, jägarförband från Jämtlands fältjägarregemente i Östersund, Lapplands jägarregemente i Kiruna, Norrlands dragonregemente i Arvidsjaur och Fallskärmsjägarskolan i Karlsborg. Dessutom ingick luftvärnsförband från Sundsvalls luftvärnsregemente i Sundsvall och helikopterförband från Norrbottens arméflygbataljon i Boden.
Ur Flygvapnet deltog jaktflyg från Västmanlands flygflottilj i Västerås, Jämtlands flygflottilj i Östersund och Skånska flygflottiljen i Ängelholm. Målflyg från Målflygdivisionen i Linköping och helikopterförband från Norrbottens flygflottilj i Luleå.